# Зорин, Валериан Александрович
Валериа́н Алекса́ндрович Зо́рин (1 (14) января 1902, Новочеркасск, Российская империя — 14 января 1986, Москва, СССР) — советский дипломат, государственный и партийный деятель. Чрезвычайный и полномочный посол. Член ЦК КПСС (1961—1971).

## Биография
Родился в семье учителя.
Московским комитетом РКСМ было создано особое бюро, один из членов которого, бывший скаутмастер Валериан Зорин, 12 февраля организовал детскую группу в I Коммунистическом интернате имени III Интернационала (в Замоскворечье). Отряд, названный по-скаутски «Юные разведчики», вскоре распался, и Зорин переключился на организацию детей на заводе «Каучук» (при этом название вновь создаваемых детских групп «Юные разведчики» сохранялось вплоть до октября 1922 года).
В 1924 году В. А. Зорин создал комсомольский журнал «Вожатый» и был первым редактором, являясь заместителем председателя Центрального бюро «Юных пионеров».
После вступления в ВКП(б) в 1922 году Зорин занимал управленческую должность в московском горкоме коммунистической партии и в ЦК ВЛКСМ до 1932 года. В 1935 году окончил Высший коммунистический институт просвещения. С 1935 по 1941 год работал на различных партийных должностях, а также учителем.
В 1941 году поступил на службу в Народный комиссариат иностранных дел СССР.
В 1945—1947 годах являлся чрезвычайным и полномочным послом СССР в Чехословакии.
В 1947—1955, 1956—1960 и 1963—1965 годах — заместитель министра иностранных дел СССР. В этом ранге он занимал и другие должности, в том числе руководителя Комитета информации при МИД СССР — советской внешней разведки (1949—1952) и постоянного представителя СССР при ООН (1952—1953). В 1955—1956 годах Зорин занимал должность чрезвычайного и полномочного посла СССР в ФРГ. В 1960—1963 годах он вновь представлял СССР при ООН. В 1965—1971 годах Зорин служил чрезвычайным и полномочным послом во Франции. В 1971—1986 годах — посол по особым поручениям в МИД СССР.
Похоронен на Новодевичьем кладбище.
Наиболее известным эпизодом биографии Валериана Зорина является экстренное заседание Совета Безопасности ООН в ходе Карибского кризиса 25 октября 1962 года. Именно тогда состоялся его вошедший в историю диалог с постоянным представителем США Эдлаем Стивенсоном:
Стивенсон: — Отрицаете ли вы, посол Зорин, что Советский Союз установил и продолжает устанавливать на Кубе ракеты среднего и выше среднего радиуса действия и сооружать стартовые площадки? Да или нет? Вам нет необходимости ждать перевода. Да или нет?
Зорин: — Я не нахожусь в американском суде и поэтому не хочу отвечать на вопрос, который задаётся в прокурорском плане. Вы получите ответ в своё время в моём выступлении в качестве представителя Советского Союза.
Стивенсон: — Сейчас вы находитесь перед судом мирового общественного мнения, и вы можете ответить «да» или «нет». Вы отрицали, что это оружие существует; и я хочу знать, правильно ли я вас понял.
Зорин: — Продолжайте вашу речь, г-н Стивенсон. В свое время вы получите ответ.
Стивенсон: — Я готов ждать ответа на свой вопрос хоть до греческих календ, если таково ваше решение. Я также готов представить доказательства в этом зале.
В этот момент помощники Стивенсона внесли в зал заседаний Совета Безопасности ООН увеличенные аэрофотоснимки пусковых установок советских ракет на Кубе. Эпизод получил отражение в фильме «Тринадцать дней», а также в сериале «В одном шаге от третьей мировой».

## Награды
- 3 ордена Ленина (5 ноября 1945; …)
- орден Октябрьской Революции
- 3 ордена Трудового Красного Знамени (3 ноября 1944; …; 13 января 1982)
- орден Дружбы народов
- орден «Знак Почёта»
- медали

## Галерея

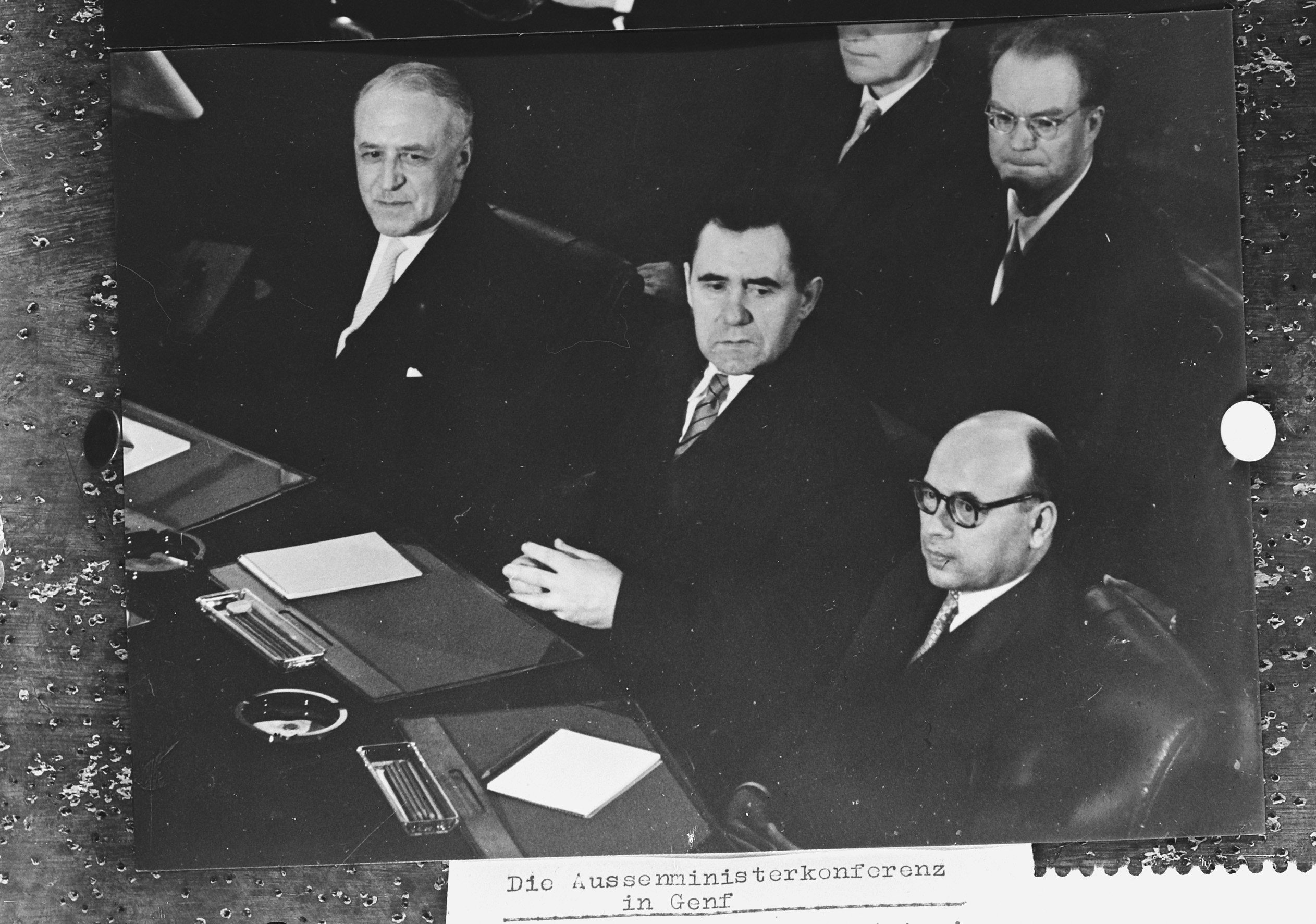
Слева направо: В. А. Зорин, А. А. Громыко, А. А. Солдатов в составе советской делегации на Конференции министров «большой четвёрки». Женева, 12 мая 1959 года
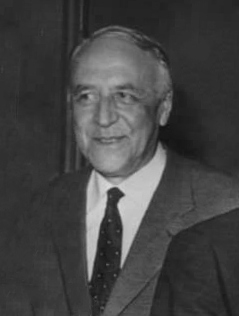
1962 год
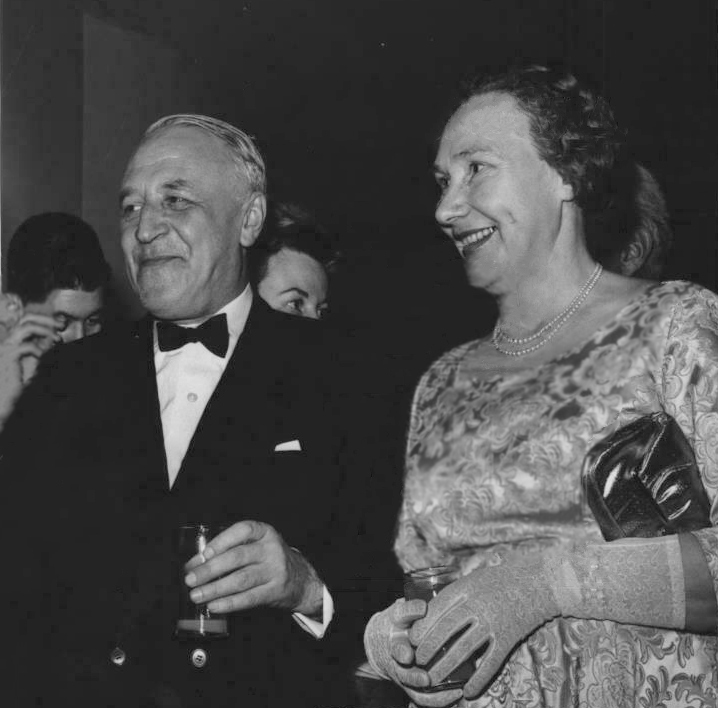
В. А. Зорин с женой, 1962 год